# Didier Tarot
Didier Tarot (né le 9 mai 1930 à Paris et mort le 18 février 2012 à Neuilly-sur-Seine) est un cadreur et directeur de la photographie français.
Il a travaillé notamment avec Jean Girault, Francis Perrin ou Robert Enrico. Il était spécialisé dans les prises de vue sous-marines et aériennes.

## Biographie
Après sa formation, Didier Tarot a commencé à travailler comme assistant opérateur à la fin des années 1950, avant d'être autorisé à photographier un court métrage pour la première fois en 1961, sous sa seule responsabilité. Par la suite, Tarot a travaillé pendant quelques années comme simple caméraman sur des longs métrages. À partir du milieu des années 1960, Tarot apparaît le plus souvent comme chef opérateur, tout en continuant à occuper de temps à autre des fonctions subalternes derrière la caméra, par exemple comme partenaire junior de son collègue plus expérimenté Jean Boffety. Les travaux de Didier Tarot relèvent principalement du cinéma populaire ; il a par exemple photographié une série de comédies turbulentes avec la star Louis de Funès, dont son dernier film de 1982. De temps en temps, Didier Tarot a également été engagé pour des productions télévisées.

## Filmographie partielle
- 1964 : Les Gros Bras de Francis Rigaud
- 1965 : Les Grandes Gueules  de Robert Enrico
- 1966 : Sale temps pour les mouches de Guy Lefranc
- 1966 : Les malabars sont au parfum de Guy Lefranc
- 1967 : Oncle Yanco d'Agnès Varda
- 1968 : Le gendarme se marie de Jean Giraud
- 1968 : Les Cracks d'Alex Joffé
- 1968 : Salut Berthe ! de Guy Lefranc
- 1969 : L'Auvergnat et l'Autobus de Guy Lefranc
- 1970 : La Peau de Torpedo de Jean Delannoy
- 1970 : Et qu'ça saute ! de Guy Lefranc
- 1971 : Un cave de Gilles Grangier
- 1972 : L'Ingénu de Norbert Carbonnaux
- 1974 : Les Suspects de Michel Wyn
- 1976 : Oublie-moi, Mandoline de Michel Wyn
- 1977 : Le mille-pattes fait des claquettes de Jean Girault
- 1978 : L'Horoscope  de Jean Girault
- 1979 : Le Gendarme et les Extra-terrestres de Jean Girault
- 1979 : Le Comte de Monte-Cristo (mini-série)
- 1980 : Pile ou Face de Robert Enrico
- 1982 : Tête à claques de Francis Perrin
- 1982 : Plus beau que moi, tu meurs de Philippe Clair
- 1982 : Le Gendarme et les Gendarmettes de Jean Girault et Tony Aboyantz
- 1983 : Tout le monde peut se tromper de Jean Couturier
- 1985 : Ça n'arrive qu'à moi de Francis Perrin
- 1986 : Zone rouge de Robert Enrico